# Lijst van afleveringen van De Boze Bevers
Dit is een lijst van afleveringen van de animatieserie De Boze Bevers (Engels: The Angry Beavers). 

## Seizoen 1: 1997
| #  | Aflevering 1                  | Aflevering 2                   | Originele uitzenddatum |
| -- | ----------------------------- | ------------------------------ | ---------------------- |
| 01 | Born to Be Beavers            | Up All Night                   | 5 september 1997       |
| 02 | A Dam Too Far                 | Long in the Teeth              | 12 september 1997      |
| 03 | Gift Hoarse                   | Go Beavers                     | 19 september 1997      |
| 04 | Box Top Beavers               | Salmon Sez                     | 26 september 1997      |
| 05 | Beach Beavers A-Go-Go         | Deranged Ranger                | 3 oktober 1997         |
| 06 | Muscular Beaver               | Fish and Dips                  | 17 oktober 1997        |
| 07 | Enter the Daggett             | Bug-A-Boo                      | 25 oktober 1997        |
| 08 | Mission to the Big Hot Thingy | I Dare You                     | 7 november 1997        |
| 09 | Stinky Toe                    | House Broken                   | 14 november 1997       |
| 10 | Fancy Prance                  | H2Whoa!                        | 14 november 1997       |
| 11 | The Bing That Wouldn't Leave  | You Promised                   | 21 november 1997       |
| 12 | Bummer of Love                | Food of the Clods              | 28 november 1997       |
| 13 | Tree's Company                | Guess Who's Stumping to Dinner | 5 december 1997        |

## Seizoen 2: 1998
| #  | Aflevering 1                            | Aflevering 2                            | Originele uitzenddatum |
| -- | --------------------------------------- | --------------------------------------- | ---------------------- |
| 1  | Beaver Fever                            | Same Time Last Week                     | 20 februari 1998       |
| 2  | Kandid Kreatures                        | Fakin' It                               | 27 februari 1998       |
| 3  | Muscular Beaver 2                       | Stump Looks For His Roots               | 6 maart 1998           |
| 4  | Tree of Hearts                          | Dag for Night                           | 13 maart 1998          |
| 5  | Un-barry-ble                            | Another One Bites the Musk              | 20 maart 1998          |
| 6  | The Mighty Knothead                     | Pond Scum                               | 3 juli 1998            |
| 7  | Friends, Romans, Beavers                | Big Round Sticky Fish Thingy            | 10 juli 1998           |
| 8  | Lumberjack's Delight                    | Zooing Time                             | 17 juli 1998           |
| 9  | Utter Nonsense                          | Endangered Species                      | 31 juli 1998           |
| 10 | The Day the World Got Really Screwed Up | The Day the World Got Really Screwed Up | 30 oktober 1998        |
| 11 | "Open Wide for Zombies                  | Dumbwaiters                             | 6 november 1998        |
| 12 | Sans-A-Pelt                             | Gonna Getcha                            | 13 november 1998       |
| 13 | If You In-sisters                       | Alley Oops                              | 20 november 1998       |

## Seizoen 3: 1999
| #  | Aflevering 1               | Aflevering 2                        | Originele uitzenddatum |
| -- | -------------------------- | ----------------------------------- | ---------------------- |
| 1  | My Bunny-Guard             | What's Eating You?                  | 5 maart 1999           |
| 2  | Omega Beaver               | Bite This!                          | 12 maart 1999          |
| 3  | Spooky Spoots              | Up All Night 2: Up All Day          | 19 maart 1999          |
| 4  | Muscular Beaver 3          | Sang 'em High                       | 26 Maart 1999          |
| 5  | In Search of Big Byoo-Tox  | Moronathon Man                      | 2 april 1999           |
| 6  | The Legend of Kid Friendly | Silent but Deadly                   | 9 april 1999           |
| 7  | Pass It On!                | Stump's Family Reunion              | 23 april 1999          |
| 8  | Tough Love                 | A Little Dad'll Do You              | 30 april 1999          |
| 9  | Too Loose Latrine          | Pack Your Dags                      | 7 mei 1999             |
| 10 | Daggy Dearest              | Dag's List                          | 14 mei 1999            |
| 11 | Muscular Beaver 4          | Act Your Age                        | 21 mei 1999            |
| 12 | Mistaken Identity          | Easy Peasy Rider                    | 4 juni 1999            |
| 13 | Stare and Stare Alike      | I'm Not an Animal, I'm Scientist #1 | 11 juni 1999           |

## Seizoen 4: 2000
| #  | Aflevering 1                                         | Aflevering 2                  |
| -- | ---------------------------------------------------- | ----------------------------- |
| 01 | Norberto y Daggetto en El Grapadura Y El Castor Malo | The Loogie Hawk               |
| 02 | Kreature Komforts                                    | Oh, Brother?                  |
| 03 | Das Spoot                                            | SqOtters                      |
| 04 | Long Tall Daggy                                      | Practical Jerks               |
| 05 | Dagski and Norb                                      | Shell or High Water           |
| 06 | Nice & Lonely                                        | Soccer? I Hardly Knew Him!    |
| 07 | Slap Happy                                           | Home Loners                   |
| 08 | Ugly Roomers                                         | Finger Lickin' Goofs          |
| 09 | Brothers...to the End?                               | Euro Beavers                  |
| 10 | Strange Allure                                       | Partying Is Such Sweet Sorrow |
| 11 | Chocolate Up to Experience                           | Three Dag Nite                |
| 12 | All in the Colony                                    | Line Duncing                  |
| 13 | Beavemaster                                          | Deck Poops                    |

## Seizoen 5: 2001 & 2008
| #  | Aflevering 1                                                      | Aflevering 2                                                      |
| -- | ----------------------------------------------------------------- | ----------------------------------------------------------------- |
| 01 | Fat Chance                                                        | Dag in the Mirror                                                 |
| 02 | Canucks Amuck                                                     | Yak in the Sack                                                   |
| 03 | Driving Misses Daggett                                            | Big Fun                                                           |
| 04 | Moby Dopes                                                        | Present Tense                                                     |
| 05 | House Sisters                                                     | Muscular Beaver 5                                                 |
| 06 | It's a Spootiful Life                                             | The Mom from U.N.C.L.E.                                           |
| 07 | Vantastic Voyage                                                  | Blacktop Beavers                                                  |
| 08 | The Big Frog                                                      | Dag Con Carny                                                     |
| 09 | Damnesia                                                          | The Posei-Dam Adventure                                           |
| 10 | Specs Appeal                                                      | Things That Go Hook in the Night                                  |
| 11 | Bye Bye Beavers (AUS: September 26, 2008, UK: September 18, 2008) | Bye Bye Beavers (AUS: September 26, 2008, UK: September 18, 2008) |